# 富地水牛
富地水牛（學名：Bubalus fudi）是一種已滅絕的水牛，生存於更新世晚期，其頭骨化石為2002年中國北京一家公司在開挖建築地基時發現，於2008年發表，種小名來自公司名稱的漢語拼音。

## 發現
富地水牛的化石於2002年初一家公司（北京富地投資有限公司）在北京海淀區清河火車站附近開挖地基時發現，為一完整的頭骨化石，於2008年由研究人員發表為新種，並以該公司名的漢語拼音（fudi）為其種小名，正模標本亦由該公司收藏。本種為一大型水牛，發表者認為本種與楊氏水牛形態較為接近，牛角角心皆長大粗壯，顱骨枕部皆沒有明顯後凸，但因枕部位置較高而不同於後者。發表者以頭骨特徵做出的種系發生學分析結果顯示富地水牛為楊氏水牛、三角水牛以及現生水牛演化支的姊妹群，而包含此四者的演化支為王氏水牛的姊妹群。
2014年，有學者提出將富地水牛視為王氏水牛的一個亞種。